# 아름다운 집
《아름다운 집》은 KBS 1TV에서 방송된 교양 프로그램으로, 인테리어를 소재로 방송되었다.
2008년 11월 20일부터 2010년 5월 6일까지 방송된 《아름다운 정원》의 후속 프로그램으로 방송되었다가, 2010년 12월 30일에 방송된 25회를 마지막으로 종영되었다.

## 방송 회차

### 2010년
| 회차 | 방송일    | 방송 소재                                                          |
| ---- | --------- | ------------------------------------------------------------------ |
| 1    | 5월 13일  | 제라늄, 벽 시트지, 빈병                                            |
| 2    | 5월 27일  | 집에서 기르는 버섯, 창문 꾸미기, 소형 가구                         |
| 3    | 6월 3일   | 장미, 패브릭, 청바지                                               |
| 4    | 6월 10일  | 델피니움, 침대 인테리어, 목공소품 만들기                           |
| 5    | 6월 17일  | 수생식물, 베란다 꾸미기, 타일                                      |
| 6    | 6월 24일  | 리시안서스(꽃도라지), 공간 활용법, 종이 상자 의자                  |
| 7    | 7월 1일   | 늘어지는 식물(만데빌라, 사피니아), 벽 꾸미기 액자 활용하기         |
| 8    | 7월 8일   | 콜레우스, 싱크대, 달걀액자 조명                                    |
| 9    | 7월 15일  | 해를 닮은 꽃(해바라기, 루드베키아) 카페처럼 집 꾸미기, 와이어 공예 |
| 10   | 7월 22일  | 란타나, 레몬버베나, 식탁, 달걀판 휴지 상자                         |
| 11   | 7월 29일  | 수경재배, 여름 인테리어, 조명 만들기                               |
| 12   | 8월 5일   | 병충해, 식물로 집 꾸미기, 리넨 창문 발                             |
| 13   | 8월 12일  | 방치된 식물 꾸미기, 파벽돌, 공간박스                               |
| 14   | 8월 26일  | 식물 관리법(물), 보송보송한 욕실, 서랍장                           |
| 15   | 9월 2일   | 서양란, 방문 꾸미기, 냅킨 공예                                     |
| 16   | 9월 9일   | 장미로 집안 장식, 가을맞이, 책장 & 찻상                            |
| 17   | 9월 16일  | 국화, 전실(前室) 꾸미기, 재활용품으로 화분 만들기                  |
| 18   | 10월 14일 | 자연이 숨 쉬는 집, 선인장, 황토로 집 꾸미기 스티로폼 화분정리대    |
| 19   | 11월 18일 | 백합&칼라 꽃장식, 칸막이를 이용한 공간활용 신문지로 소품 만들기    |
| 20   | 11월 25일 | 거베라 & 펠트 & 메모용칠판                                         |
| 21   | 12월 2일  | 호접란, 숯, 소품 리폼                                              |
| 22   | 12월 9일  | 리시안서스, 천 활용법, 헌 가구 꾸미기                              |
| 23   | 12월 16일 | 사랑의 요양원 만들기, 동양란, 안스리움 일본화훼박람회              |
| 24   | 12월 23일 | 포인세티아와 율마, 크리스마스 인테리어 윈도우페인팅                |
| 25   | 12월 30일 | 심비디움 & 덴드로븀, 폐목 인테리어 천연비누 공예                   |

## 휴방 및 결방
- 2010년 5월 20일에 방송될 예정이었던 2회가 천안함 민군합동조사단 결과 발표 속보의 방송으로 인하여 결방되었다. 해당 방송분은 5월 27일에 방송되었다.
- 2010년 8월 19일에 방송될 예정이었던 14회가 2010 팬퍼시픽 수영대회 200m, 1500m 결승전 중계의 방송으로 인하여 결방되었다. 해당 방송분은 8월 26일에 방송되었다.
- 2010년 9월 23일에는 《추석특집 웰빙밥상 프로젝트 밥상에서 건강찾기》의 방송으로 인하여 결방되었다.
- 2010년 9월 30일에는 김황식 국무총리 후보자에 대한 국회 인사청문회 중계로 인하여 결방되었다.
- 2010년 10월 7일에는 김성환 외교통상부 장관 후보자에 대한 국회 인사청문회로 인하여 결방되었다.
- 2010년 9월 23일에 방송될 예정이었던 18회가 추석 특집과 두 번의 인사청문회로 인하여 결방되었다. 해당 방송분은 10월 14일에 방송되었다.
- 2010년 10월 21일에 방송될 예정이었던 19회가《제65주년 경찰의 날 기념식》의 방송으로 인하여 결방되었다.
- 2010년 10월 28일에 방송될 예정이었던 19회가《방송기자클럽 초청토론》의 방송으로 인하여 결방되었다.
- 2010년 11월 4일에 방송될 예정이었던 19회가《G20 정상회의 기념강연 대한민국 선진화 길을 묻다》의 방송으로 인하여 결방되었다.
- 2010년 11월 11일에 방송될 예정이었던 19회가《G20 특별생방송 위기를 넘어 다함께 성장》 방송으로 인하여 결방되었다.
- 2010년 10월 21일에 방송될 예정이었던 19회는 4번의 결방을 거쳐 11월 18일에 방송되었다.

## 같이 보기
- 아름다운 정원
- NHK 취미 원예